# Крымско-Азовский корпус
Крымско-Азовский корпус (КАк) — воинское соединение в Добровольческой армии, октябрь 1918 - 10 января 1919 в Добровольческой армии Вооружённых сил Юга России во время гражданской войны в России.

## Предыстория
1918 год
С 10 октября (старый стиль) Крымский центр Добровольческой армии (образован 24 декабря 1917 для работы по формированию частей в армии в Крыму) включал районы: Севастополь-Балаклава, Симферополь-Евпатория, Феодосия-Керчь, Ялта и окрестности, Алушта и окрестности. Начальник центра генерал-майор барон Н. А. де Боде. Начальник штаба центра полковник К. К. Дорофеев (до 29 ноября 1918).
С 6 ноября (ст.ст.) начальник Крымского центра именовался представителем Главнокомандующего Добровольческой армии.
10 ноября (ст.ст.) части Добровольческой армии вступили в Крым.
С 15 ноября (ст.ст.) на представителя Главнокомандующего возложено (официально 19 ноября) командование всеми частями Добровольческой армии в Крыму.
29 ноября (ст.ст.). Представитель Главнокомандующего Добрармии - Начальник центра генерал-майор барон Н. А. де Боде. Начальник штаба центра генерал-лейтенант Д. Н. Пархомов.
В начале декабря (ст.ст.) Добровольческая действующая армия располагалась в четырёх главных группах. Одна из них была крымская. На этом направлении вёл боевые действия Крымский отряд под командованием генерал-майора барона Н. А. де Боде, первоначально насчитывавший только 1,5-2 тысячи человек и 3-10 орудий, который прикрывал Перекопский перешеек и весь полуостров Крым, базы и стоянки Черноморского флота; он должен был служить кадром для формирования на полуострове Крымского корпуса. Против корпуса противник располагал следующими силами: на ростовском и крымском направлениях в течение декабря действовали повстанческие отряды под командованием Н.И.Махно силою в 5-6 тысяч человек и в низовьях р. Днепр 2-3 тысячи человек под командованием Н.А.Григорьева. На территории всей Северной Таврии бесчинствовали отряды, шайки, банды, занимавшимися грабежом и разбоями.
19 декабря (ст.ст.) Крымский центр Добровольческой армии упразднён.
22 декабря (ст.ст.) «Екатеринославский отряд Добровольческой армии» достиг города Перекопа, в Крыму завершился «Екатеринославский поход» («Зимний поход»).
С конца декабря (ст.ст.) советское командование направило на юго-восток первые регулярные дивизии Украинской советской армии В. А. Антонова-Овсеенко и Партизанской Красной Армии под командованием И. С. Кожевникова.,

## История
27 декабря (ст.ст.) в Вооружённых Силах Юга России на основе частей находившихся в Северной Таврии и в основной части Таврии (в Крыму), а также формировавшихся в Крыму, сформирован Крымско-Азовский корпус. Командир корпуса генерал-майор барон Н.А. де Боде (до 6 января 1919). Начальник штаба центра генерал-лейтенант Д.Н.Пархомов.
В корпус вошли 3-я дивизия и войска, действовавшие в Таврической и Екатеринославской губерниях: Крымская дивизия, Мелитопольский отряд, Перекопский отдельный батальон, Бердянский пехотный полк и Севастопольская крепость.
- Крымская дивизия (19.11.1918 - 19 января 1919). Начальник дивизии генерал-майор А.В. Корвин-Круковский (19 ноября 1918 — 28 мая 1919). Дивизия формировалась с 19 ноября 1918 в Крыму. К 31 декабря 1918 включала Симферопольский офицерский полк, Крымский сводный пехотный полк, 2-й Таманский полк Кубанского казачьего войска, Запасный кавалерийский полк и отдельный кадровый эскадрон. С 19 января 1919 дивизия получила наименование 4-я дивизия.[6]
- Мелитопольский отряд. Начальник отряда генерал-майор П. Э. Тилло. Отряд образован 10 ноября 1918 в составе Добровольческой армии. Входил в состав Крымско-Азовского корпуса. К 31 декабря 1918 включал Сводно-гвардейский полк, Мелитопольский отдельный батальон, 1-й, 2-й и отдельный лёгкие и тяжёлый гвардейские артиллерийские дивизионы и сотню 2-го Таманского полка Кубанского казачьего войска.[7]
- Севастопольская крепость (крепость Севастополь). С конца 1918 входила отдельной единицей в состав частей Добровольческой армии в Крыму.[8]

В Крыму формировались Юго-западный отряд, сводно-гвардейская рота, кадровая батарея гвардейской конной артиллерии, 9-й пластунский батальон и др.
1919 год
6 января (ст.ст.). Командир корпуса генерал-майор барон Н.А. де Боде. Начальник штаба корпуса генерал-лейтенант Н.Д.Пархомов.
7 января (ст.ст.). Командир корпуса генерал-лейтенант А.А.Боровский. Начальник штаба корпуса генерал-лейтенант Д.Н.Пархомов.
10 января (ст.ст.) на основе корпуса создана Крымско-Азовская Добровольческая армия.

## Подчинение
- 27.12.1918-8.01.1919: Добровольческая армия
- 8-10.01.1919: Вооружённые силы Юга России, Добровольческая армия

## Командование
- Командиры:
- генерал-майор барон Н.А. де Боде (27.12.1918-06.01.1919)[1],[9]
- генерал-лейтенант А.А.Боровский (с 7 января 1919)[1]
- Начальник штаба — генерал-лейтенант Д.Н.Пархомов (27.12.1918-10.01.1919)[1]

## Состав
На 27.12.1918:
- Войска в Крыму:[1]
- 3-я дивизия[1]
- Войска, действовавшие в районе Таврической и Екатеринославской губерний:[1]
- Крымская дивизия[1]

- Мелитопольский отряд
- Перекопский отдельный батальон
- Бердянский пехотный полк
- Севастопольская крепость

- Войска формировавшихся Крымским центром в Крыму:[1]

- Юго-западный отряд
- сводно-гвардейская рота
- кадровая батарея гвардейской конной артиллерии
- 9-й пластунский батальон
- другие войска